# Картофельный комарик
Картофельный комарик (лат. Pnyxia scabiei) — вид двукрылых семейства детритниц.

## Описание
Мелкие комарики с выраженным половым диморфизмом. Самки бескрылые, крупнее (1,5—1,9 мм) крылатых самцов (0,8—1 мм). Длина головы больше ширины в 1,5 раза. Глаза над усиками не соединяются. Щупики одночлениковые.
Свежеотложенные яйца жемчужно-белые, длиной 0,207×0,315 мм, шириной 0,126×0,18 мм, по мере развития зародыша темнеют. Тело личинок первого возраста прозрачное, голова темно-коричневая или чёрная. Взрослые личинки белые, длиной до 5 мм. Куколка длиной 1,12 (самцы) — 1,78 (самки) мм.

## Экология
Личинки повреждают шампиньоны, огурцы, морковь, томаты, клубни картофеля в полевых условиях и при хранении. В течение года может развиваться до 8 поколений. Является переносчиком возбудителей гнилей. Детальное изучение биологии комарика показало, что он питается не здоровым картофелем, а повреждающими патогенными микроорганизмами, например паршой. Питаются также склероциями гриба Rhizoctonia solani, возбудителя корневой гнили сахарной свеклы.

## Генетика
Размер митохондриального генома 15437 п.н. Он включает 13 белок-кодирующих генов, 22 гена тРНК и два гена рРНК. Содержание нуклеотидов А+Т 77,2 %.

## Распространение
Распространены в Евразии и Северной Америке.